# Роуланд, Генри
Генри Огастус Ро́уланд (англ. Henry Augustus Rowland; 27 ноября 1848 — 16 апреля 1901) — американский физик.
Член Национальной академии наук США (1881), иностранный член Лондонского королевского общества (1889), член-корреспондент Парижской академии наук (1893).
С 1872 года ассистент-профессор физики в политехническом институте в Трое (Troy, N. Y.), а с 1876 года профессор физики в университете Джонса Хопкинса в Балтиморе.
Работы в области электродинамики, оптики, спектроскопии, теплоты. В 1876 г. доказал, что конвекционный ток свободных зарядов в движущемся проводнике по своему магнитному действию тождествен току проводимости в неподвижном (опыт Роуланда). Этот опыт сыграл важную роль в подтверждении уравнений Максвелла для движущихся сред. В 1880 г. с высокой точностью определил механический эквивалент теплоты, получив значение 426,2 кгм/ккал.
Изобрёл (1882 г.) вогнутую дифракционную решетку и достиг больших успехов в технике их изготовления, в частности изготовил решетку с 800 штрихами на миллиметре. Построил делительную машину для изготовления вогнутых дифракционных решеток, что значительно расширило возможности спектроскопии. В 1893 г. разработал теорию дифракционной решетки. Составил фотографический атлас солнечного спектра (1886—1889 гг.). Выполнил новые измерения длин волн.

## Память
В 1970 г. Международный астрономический союз присвоил имя Генри Роуланда кратеру на обратной стороне Луны.